# W.
W. – amerykański dramat biograficzny z 2008 roku w reżyserii Olivera Stone’a.

## Opis fabuły
Film biograficzny przedstawiający drogę do fotela prezydenta Stanów Zjednoczonych, jaką przebył George W. Bush.

## Obsada
- Josh Brolin jako George W. Bush
- Elizabeth Banks jako Laura Bush
- Ellen Burstyn jako Barbara Bush
- James Cromwell jako George Bush Sr.
- Richard Dreyfuss jako Dick Cheney
- Scott Glenn jako Donald Rumsfeld
- Toby Jones jako Karl Rove
- Stacy Keach jako Earle Hudd
- Bruce McGill jako George Tenet
- Thandie Newton jako Condoleezza Rice
- Jeffrey Wright jako generał Colin Powell
- Jesse Bradford jako nauczyciel
- Ioan Gruffudd jako Tony Blair
- Rob Corddry jako Ari Fleischer
- Michael Gaston jako generał Tommy Franks
- Paul Rae jako Kent Hance
- Wes Chatham jako Jimmy Benedict
- Jennifer Sipes jako Susie Evans
- Jeff Hoferer jako McCormick
- Jeff Gibbs jako Josiah Pringle
- Bryan Massey jako Skeeter

i inni.

## Nagrody i nominacje
Nagroda Satelita 2008
- Najlepszy aktor w komedii lub musicalu – Josh Brolin (nominacja)